# Laino Castello
Laino Castello é uma comuna italiana da região da Calábria, província de Cosenza, com cerca de 901 habitantes. Estende-se por uma área de 39 km², tendo uma densidade populacional de 23 hab/km². Faz fronteira com Aieta, Laino Borgo, Mormanno, Papasidero, Rotonda (PZ).

## Demografia
| Variação demográfica do município entre 1861 e 2011                               |
|                                                                                   |
| Fonte: Istituto Nazionale di Statistica (ISTAT) - Elaboração gráfica da Wikipedia |